# رسيات
الرِّسِّيَّات هي فصيلة كبيرة من الحلزونات البحرية الصغيرة جدًا والدقيقة ذات الغطاء الخيشاني ، ورخويات بطنيات الأقدام البحرية في ونكيات الشكل.

## الأجناس
من أجناسها:
رسة (جنس)